# ریتی، سند
ریتی (به انگلیسی: Reti) یک منطقهٔ مسکونی در پاکستان است که در ایالت سند واقع شده‌است. ریتی ۲۰٬۰۰۰ نفر جمعیت دارد.